# カサイ川
カサイ川（カサイがわ、ポルトガル語:rio Cassai, 仏:Kasaï）はアフリカ中西部、コンゴ民主共和国（旧ザイール）南部とアンゴラ北東部を流れるコンゴ川の支流。
全長約2150km。アンゴラ中部のベンゲラ高原に源を発して東流した後、コンゴ民主共和国との国境をなしつつ北流する。イレボ付近で西流に転じ、キンシャサの上流約200kmの地点でコンゴ川に合流する。その下流200キロ弱の地点にコンゴ民主共和国の首都キンシャサがある。
支流にフィミ川、クワンゴ川、サンクル川、ルルア川などがある。フィミ川との合流地点から下流はクワ川とも呼ばれる。
イレボからキンシャサまでの約800kmは重要な交通路であり、カタンガ州産の銅鉱石などが運搬される。